# فدائیان اسلام ناب محمدی مصطفی نواب
فدائیان اسلام ناب محمدی مصطفی نواب نامی بود که در پی انتشار یک اطلاعیه توسط گروهی به همین نام و پذیرفتن مسوولیت قتل‌های زنجیره‌ای ایران در ۱۵ دی ماه ۱۳۷۷ به روزنامه‌های ایران راه یافت.
این بیانیه دو روز پس از قتل پروانه و داریوش فروهر منتشر شد. گروه در بخشی از اطلاعیه کوتاه خود، که از جمله در روزنامه صبح امروز چاپ شده بود، آورده بود:
یک واحد قضایی با سه نفر قاضی عادل بعد از محاکمه غیابی، معدومین را مفسد فی الارض تشخیص داده و محکوم به اعدام کردند.
پس از انتشار این اطلاعیه روح‌الله حسینیان جانشین پیشین دادستان انقلاب در وزارت اطلاعات و جانشین دادستان دادسرای ویژه روحانیت در مصاحبه با روزنامه کیهان در تاریخ ۲۱ دی ۱۳۷۷ قربانیان قتل‌های زنجیره‌ای را «ناصبی» و «مرتد» خواند و کیهان نیز ادعا کرد که هیچ روحانی حاضر به خواندن نماز میت بر جسدهای پروانه و داریوش فروهر نشده بود.
در پی این اظهارات، محسن کدیور روحانی سرشناس مخالف حکومت در سخنرانی در اصفهان با اشاره به اطلاعیه این گروه اعلام کرد که چنین اطلاعیه‌ای «انصافاٌ بدعتی است که در زمان ما پیدا شده است». کدیور توسط قوه قضائیه دستگیر شد و به اتهام «نشر اکاذیب جهت تشویش اذهان عمومی» به یک سال زندان محکوم شد. حکم محکومیت او را محسنی اژه‌ای که پس از روح‌الله حسینیان جانشین دادستان انقلاب در وزارت اطلاعات شده بود امضا کرد.